# Linia kolejowa nr 926
Linia kolejowa nr 926 – linia kolejowa pomiędzy Zubkami Białostockimi a Straszewem. Linia została otwarta w 1950 r., a jej długość wynosi 3,36 km.